# LEDA 677373
LEDA 677373 è una galassia nana situata nella costellazione del Centauro alla distanza di quasi 15 milioni di anni luce dalla Terra.
Fa parte del sottogruppo di M83 del gruppo di galassie di Centaurus A/M83, un complesso gruppo di galassie distribuito tra le costellazioni dell'Idra, del Centauro e della Vergine.
LEDA 677373 si estende per circa 1430 anni luce e possiede, nonostante le dimensioni, un'abbondante riserva di gas d'idrogeno. È pressoché assente attività di formazione stellare nonostante la galassia abbia un'età di oltre 6 miliardi di anni.
Si ipotizza che la vicinanza di M83 (anche detta Galassia Girandola del Sud) determini la continua sottrazione di gas d'idrogeno da LEDA 677373 bloccandone così l'attività di starburst.